# Raquel 1:1
Raquel 1:1 é um filme de drama e suspense brasileiro de 2023 dirigido e escrito por Mariana Bastos. Estrelado por Valentina Herszage no papel de protagonista-título, o filme acompanha a mudança de uma jovem religiosa para uma cidade de interior, onde ela passa a ter experiências espirituais que a fazem questionar sobre sua visão de mundo. Conta ainda com Emílio de Mello, Ravel Andrade, Eduarda Samara e Priscila Bittencourt nos papéis secundários.
Raquel 1:1 teve sua pré-estreia mundial em 12 de março de 2022 no South by Southwest Film Festival e foi lançado no Brasil em 23 de março de 2023 pela O2 Filmes. O filme teve uma boa repercussão durante sua passagem por festivais de cinema internacionais e nacionais, sendo o roteiro, critérios técnicos e a atuação de Valentina Herszage os pontos mais destacados pela crítica especializada. Foi considerado como um "suspense não convencional", o qual entretém ao mesmo tempo que provoca reflexões.

## Enredo
No filme Raquel 1:1, Raquel (Valentina Herszage) é uma adolescente religiosa que retorna à pequena cidade do interior onde nasceu, em busca de uma nova vida ao lado de seu pai. Logo nos primeiros dias de sua chegada, ela vivencia um acontecimento misterioso, que a jovem interpreta como um chamado para embarcar em uma missão controversa relacionada à Bíblia. Ao lado de suas novas amigas - um grupo de garotas evangélicas da igreja local - Raquel se aprofunda em sua espiritualidade, mas nesse processo acaba revisitando traumas do passado. Em meio a uma espiral de fé, razão e loucura, a jovem tenta encontrar a si mesma, contando com o apoio de alguns e a reprovação de outros.

## Elenco
- Valentina Herszage como Raquel
- Emílio de Mello como Hermes
- Eduarda Samara como Laura
- Priscila Bittencourt como Ana Helena
- Lianna Matheus como Elisa
- Ravel Andrade como Gustavo
- Giulia Miranda como Pietra

## Produção
Durante uma entrevista ao jornal Metrópoles, Mariana Bastos explicou que o enredo de Raquel 1:1 foi concebido a partir de sua vontade de desenvolver uma narrativa sobre religião. Após explorar diveLrsas vertentes, a diretora iniciante optou por focar na doutrina evangélica, que atualmente é a que mais cresce no Brasil. Ela conta que nunca frequentou igrejas, mas teve que se aprofundar na temática para a construção do filme. Para melhor desenvolver o tema, o roteiro teve consultoria do pastor Henrique Vieira.
Esse é o primeiro filme de longa-metragem solo dirigido por Mariana. Desde os primeiros contatos com a bíblia, Marina ficou surpresa com a maneira como as mulheres são representadas. "Foi o ponto de partida para o que acabou vindo depois, que era propor uma reflexão sobre a violência contra a mulher dessa perspectiva. Muitas pessoas questionam isso inclusive dentro das igrejas", disse ela em entrevista.

## Lançamento
Raquel 1:1 foi selecionado para o South by Southwest Film Festival (SXSW), nos Estados Unidos. sendo o único filme brasileiro a ser selecionado para a mostra competitiva do festival. No SXSW, o filme foi apresentado em 12 de março de 2022, sendo essa a sua première mundial. Ainda nos EUA, foi apresentado no Festival North Bend em agosto de 2022. Em 11 de setembro, estreou em Portugal no MOTELX - Lisbon International Horror Film Festival. No México, concorreu na mostra de Competição Oficial de Longas-Metragens Ibero-Americanos do 37° Festival Internacional de Cinema de Guadalajara. No Brasil, participou da Mostra Internacional de Cinema de São Paulo de 2022.
O filme foi apresentando no painel "O2 Play e o Novo Cinema Indie Brasileiro" com a participação de Mariana Bastos, Valentina Herszage e Emílio de Mello na CCXP de 2022, em São Paulo. Em 17 de março de 2022, teve uma sessão de pré-estreia na Cinemateca de São Paulo. No Brasil, o filme teve sua estreia no circuito comercial de 23 de março de 2023 com distribuição da O2 Filmes.

## Recepção

### Crítica
O filme foi em geral bem avaliado pela crítica cinematográfica. Escrevendo para o website Estação Nerd, Jéssica Loredo disse que o filme se apresenta com uma dose precisa de suspense, cuja narrativa dramática convida o público a questionar as motivações da protagonista. O filme é claramente voltado para mentes abertas e inovadoras, com um roteiro intenso que mescla ficção e elementos notórios da realidade e do cotidiano, especialmente brasileiros. Loredo ainda destacou o enredo do filme, definindo-o como inteligente e que foi concebido para fazer com que o espectador reflita não apenas sobre o tema principal destacado, mas também sobre questões mais simples que se cruzam com a trama principal.
Lorena Montenegro, para o website CineSet, escreveu que o filme é um "metáfora das opressões do fanatismo religioso". Segundo ela, Raquel 1:1 é uma alegoria bem realizada, embora imperfeita, sobre uma garota que deseja desafiar os costumes ao confrontar seus traumas e a palavra divina pervertida por fanáticos religiosos. Com uma mistura de suspense e drama, o filme mantém a tensão e a narrativa, apesar de alguns deslizes. Ele funciona como uma metáfora religiosa e atual, sobre as profundezas do mal que a religião pode suscitar e o despertar da consciência de alguns indivíduos.

### Prêmios e indicações
| Ano  | Associações                                         | Categoria                       | Recipiente(s)      | Resultado | Ref.   |
| ---- | --------------------------------------------------- | ------------------------------- | ------------------ | --------- | ------ |
| 2022 | Festival North Bend                                 | Grande Prêmio de Melhor Atuação | Valentina Herszage | Venceu    | [ 2 ]  |
| 2022 | Festival Internacional de Cinema de Guadalajara     | Melhor Filme Ibero-Americano    | Raquel 1:1         | Indicado  | [ 7 ]  |
| 2022 | Festival Internacional de Cinema de Puerto Vallarta | La Iguana de Oro                | Raquel 1:1         | Venceu    | [ 11 ] |